# 猫眼電影
猫眼電影（ねこめでんえい、簡体字: 猫眼电影）は、映画のチケット販売、ユーザー間の交流、マーケティング、映画に派生した商品の販売などの機能を備えた、中華人民共和国の映画、エンターテインメントウェブサイト。2015年の情報によると、猫眼電影は中華人民共和国において、インターネット上で最も多くのチケットを販売しているウェブサイトである。本社は北京市朝陽区に位置する。